# 平和交通 (千葉縣)
平和交通株式會社是一間經營公共汽車的獨立公司，其服務主要是在民住地區運作。平和交通的前身是一間成立於1965年的出租車公司，後來因千葉市的居民要求，此公司轉換為一間經營公共汽車的公司。

## 現行一般路線

### 檢見川線
- 檢見川14：新檢見川站 - 朝日丘 - 西小中台團地
- 檢見川14：新檢見川站 - 朝日丘 - 西小中台團地 - 檢見川町 - 新檢見川站（循環）
- 檢見川15：新檢見川站 - 檢見川町 - 西小中台團地
- 檢見川16：新檢見川站 - 檢見川町 - 西小中台團地 - 榆之木台中央

### 稻毛線

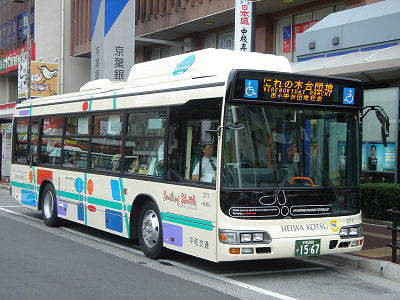
稻毛線

- 稻毛06：永旺稻毛店 - 稻毛站 - 西小中台團地 - 榆之木台中央
- 稻毛16：永旺稻毛店 - 稻毛站 - Sky Town - 淺間台入口 - 平和交通本社

### 稻毛海岸線
- 稻毛海岸10：稻毛海岸站 - Sky Town - 淺間台入口 - 平和交通本社 - 榆之木台（循環）

### 若松線

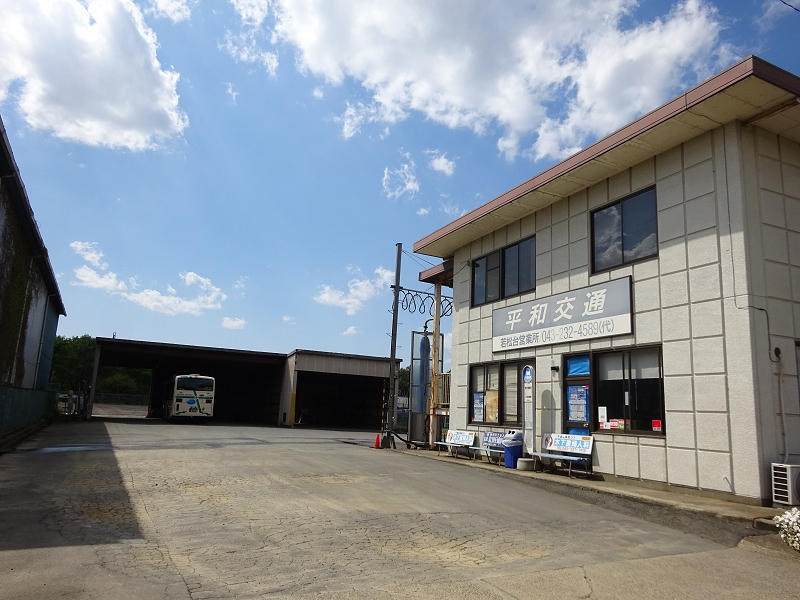
若松台營業所

- 都賀10：都賀站 - 大聖寺裏 - 若松小學校 - 若松台中央公園 - 若松營業所
- 都賀10：都賀站 - 若松高校 - 若松台中央公園 - 若松營業所

### 若松・四街道線
- 若松營業所 - Meiwa一丁目 - 四街道站 - 四街道市役所 - 伊藤洋華堂

### Meiwa線
- 四街道41：四街道站南口 - Meiwa入口 - 美丘二丁目 - 四街道站南口（Meiwa循環）（千葉內陸巴士）
- 四街道42：四街道站南口 - Meiwa入口 - Meiwa車庫（千葉內陸巴士）

### 灣城線

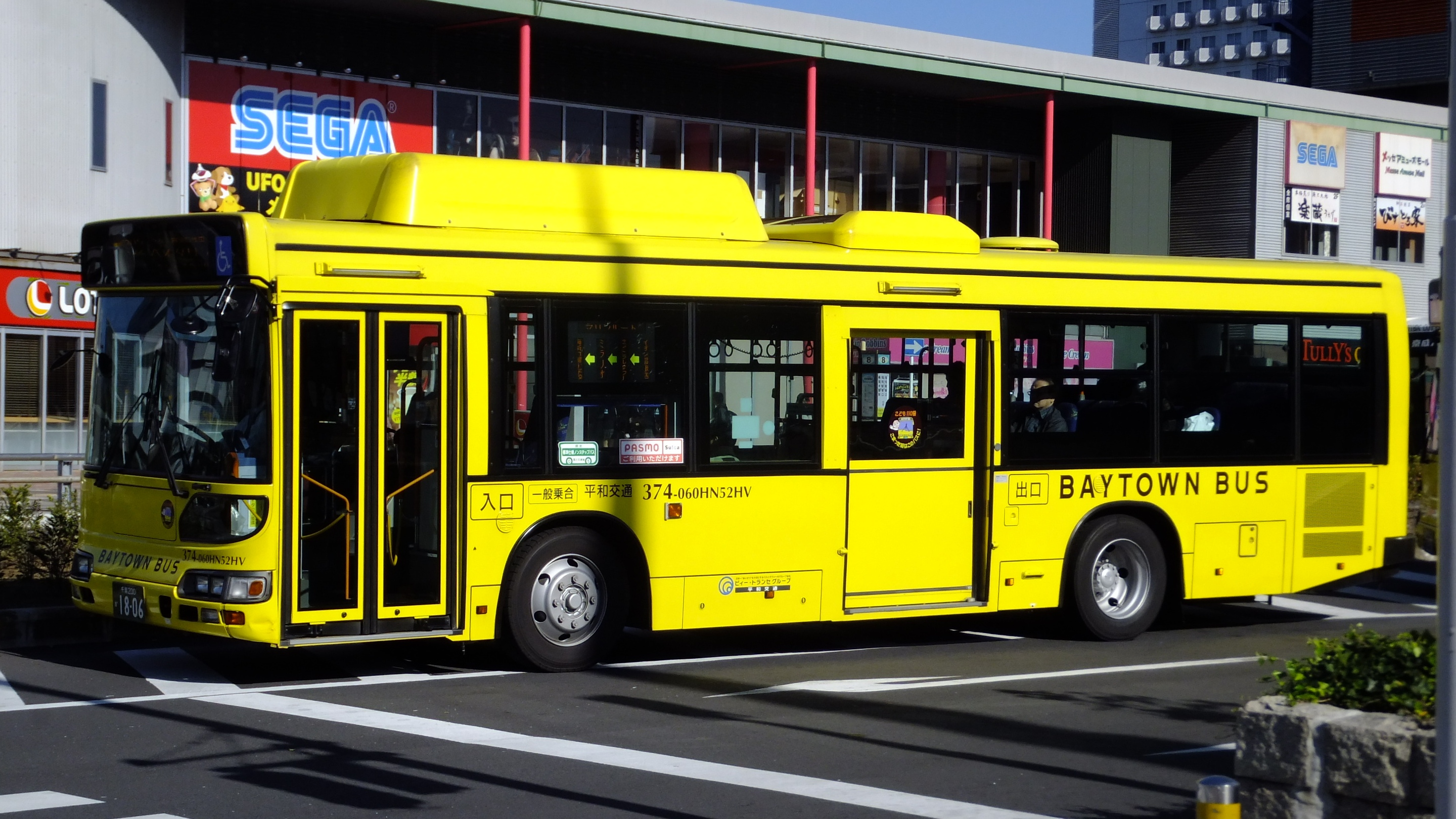
Bay Town Bus

- Maline Route01：海濱幕張站→海濱幕張站南口→Patios2番街→Mirario→Pal Plaza→海濱幕張站
- Maline Route02：海濱幕張站→永旺幕張店→Patios2番街→Mirario→Pal Plaza→永旺幕張店→海濱幕張站
- Town Route01：海濱幕張站→永旺幕張店→Bay Town Core→Pal Plaza→海濱幕張站
- Town Route02：海濱幕張站→永旺幕張店→Bay Town Core→Pal Plaza→永旺幕張店→海濱幕張站

### 幕張本鄉線
- 海浜幕張01：海濱幕張站 - 伊藤洋華堂 - 幕張町1丁目 - 幕張本鄉站

### 稲毛・海濱幕張線
- 稻毛20：稻毛站 - Sky Mansion前（只停稻毛站方向） - 稲毛5丁目第二陸橋 - 幕張站入口 - 伊藤洋華堂- 海濱幕張站

### 津田沼・Lalaport TOKYO-BAY線
- 津田沼站南口 - LaLaport TOKYO-BAY（日语：ららぽーとTOKYO-BAY） - 海老川大橋下

## 高速巴士

### My Town Liner（深夜急行巴士）
- 外房大網線：品川站→銀座站(數寄屋橋)→東京站(八重洲)→茅場町站(兜町)→生実坂下（生実池前）→生実野2丁目→鐮取站（日语：鎌取駅）南口→誉田站前→土氣站→大網站入口→季美之森入口→山田交流道入口
- 内房五井線：品川站→銀座站(數寄屋橋)→東京站(八重洲)→茅場町站(兜町)→大宮町轉運站→學園前站→生實野站→千原台站→八幡宿站→五井站
- 都賀・四街道・成田線：銀座站(數寄屋橋)→東京站(八重洲)→茅場町站(兜町)→體育中心站→三和台站→都賀站→四街道站→栗山→物井站→千代田團地入口→染井野→JR佐倉站→JR酒酒井站→公津之杜站→JR成田站
- 西船橋・千葉新城線：銀座站(數寄屋橋)→東京站(八重洲)→茅場町站(兜町)→西船橋站→行田團地入口→新船橋站→塚田站入口→夏見台団地→鎌谷站→新鎌谷站→西白井站→白井站→小室站→千葉新城中央站北口→印西牧之原站南口→印旛日本醫大站
- 幕張Bay Area・稻毛線：銀座站(數寄屋橋)→東京站(八重洲)→茅場町站(兜町)→哥倫布都市→海濱打瀨小學校→檢見川濱站→稻毛海岸駅→稻毛站→淺間台入口→平和交通本社→楡之木台入口→西小中台團地
- 勝田台・有加利丘丘線：銀座站(數寄屋橋)→東京站(八重洲)→茅場町站(兜町)→飯山満站入口→高根木戶站→北習志野站→船橋日大前站→八千代緑丘站→八千代中央站→村上站→東葉勝田台站→志津站入口→有加利丘站南入口→有加利丘站北入口
- 津田沼・千葉・蘇我線：銀座站(数寄屋橋)→東京站(八重洲)→茅場町站(兜町)→下總中山站入口→原木中山站入口→谷津站→津田沼站→千葉站東口→蘇我站西口

### My Town Liner（日中高速路線）
- 千原・生實 - 東京・銀座線：東雲永旺前 - 銀座站(數寄屋橋) - 東京站八重洲口 - 大宮町轉運站 - 学園前站 - 生實野站 - 千原台站（西岬觀光）
- 幕張灣城 - 東京・銀座線（稻毛路線）：東雲永旺前 - 銀座站(數寄屋橋) - 東京站八重洲口 - 幕張展覽館 - ハイテク通り - 幕張灣城 - 檢見川濱 - 平和交通本社（飛鳥交通）

#### 廃止路線
- 清晨通勤路線：平和交通本社→Sky Town→西小中台團地→楡之木台東→朝日丘中央→新檢見川（ターミナル前）→真砂中央公園→幕張灣城→東京站八重洲口（清晨、東京方向1班）

2012年6月1日廃止。
- My Town Liner：大網・土氣 - 東京・銀座線

2015年11月20日廃止。

### THE Access成田

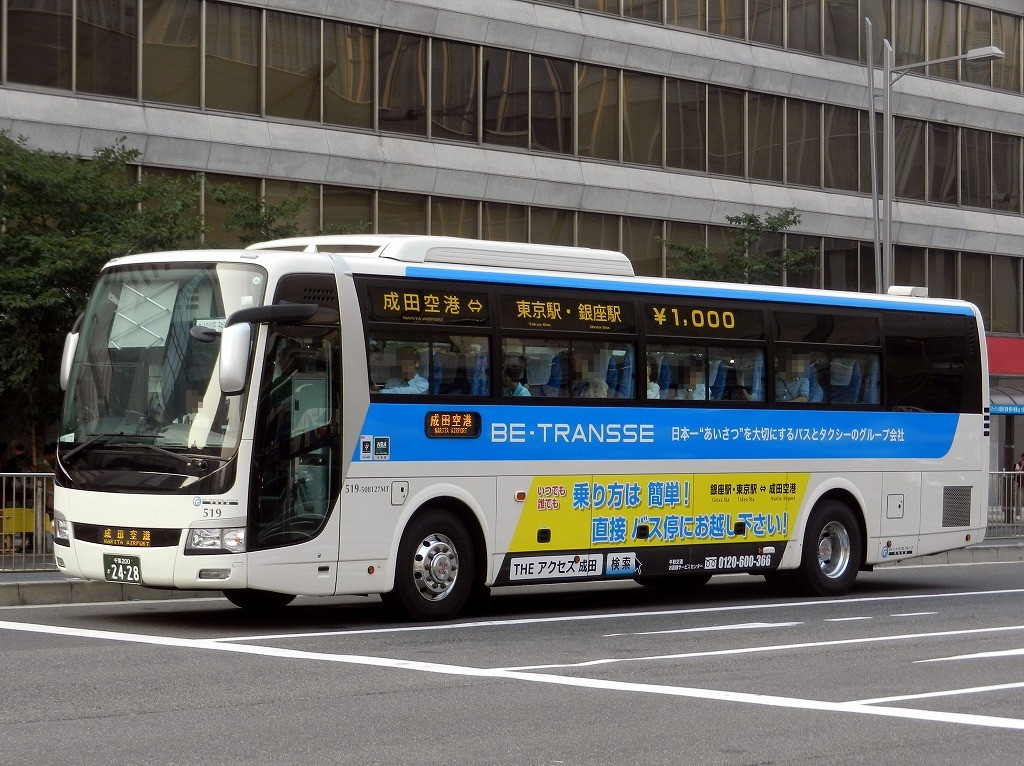
THE Access成田

- 東雲永旺前 - 銀座站(數寄屋橋) - 東京站八重洲口 - 成田空港（飛鳥交通、西岬觀光、JR巴士關東）
- 銀座站(數寄屋橋)→東京站八重洲口→成田機場附近飯店（東急成田卓越大飯店、東京成田機場希爾頓飯店、ANA皇冠假日飯店成田機場、成田東武飯店機場、東横INN成田機場、成田日航飯店、成田馬羅德國際飯店、成田豪景飯店、成田捷特威飯店、成田國際花園飯店）